# دار شيب (الشغادرة)

تعديل مصدري - تعديل

دار شيب هي إحدى قرى عزلة قلعة حميد بمديرية الشغادرة التابعة لمحافظة حجة، بلغ تعداد سكانها 710 نسمة حسب تعداد اليمن لعام 2004.